# Alcázar Residencial
Alcázar Residencial är en ort i Mexiko.   Den ligger i kommunen Jesús María och delstaten Aguascalientes, i den centrala delen av landet, 400 km nordväst om huvudstaden Mexico City. Alcázar Residencial ligger 1 862 meter över havet och antalet invånare är 187.
Terrängen runt Alcázar Residencial är platt åt sydost, men åt nordväst är den kuperad. Runt Alcázar Residencial är det tätbefolkat, med 459 invånare per kvadratkilometer. Närmaste större samhälle är Aguascalientes, 8,8 km söder om Alcázar Residencial. Trakten runt Alcázar Residencial består till största delen av jordbruksmark.